# Laubach (Gewässername)
Laubach ist ein kleines Gewässer. Das germanische Wort „lahu“ steht für Wasser, See oder Teich.
(Sortierung alphabetisch nach Vorfluter, nachrangig Mündungsort) 
- Laubach (Ahbach), linker Zufluss des Ahbach (Ahr) bei Oberehe, Ortsgemeinde Oberehe-Stroheich, Landkreis Vulkaneifel, Rheinland-Pfalz
- Laubach (Alf), linker Zufluss zum Alf (Fluss) in Gillenfeld, Landkreis Vulkaneifel, Rheinland-Pfalz
- Laubach (Brettach), linker Zufluss der Brettach (Kocher) zwischen Bitzfeld und Weißlensburg, Gemeinde Bretzfeld, Hohenlohekreis, Baden-Württemberg
- Laubach (Düssel), rechter Zufluss der Düssel im Neandertal unterhalb des Neanderthal-Museums, Stadt Mettmann, Landkreis Mettmann, Nordrhein-Westfalen
- Laubach (Emsbach), rechter Zufluss des Emsbach (Lahn, Limburg) (zur Lahn bei Limburg) bei Walsdorf, Stadt Idstein, Rheingau-Taunus-Kreis, Hessen
- Laubach (Grundbach), rechter Zufluss des Grundbach (Simmerbach) (zum Simmerbach) nach Bubach, Rhein-Hunsrück-Kreis, Rheinland-Pfalz
- Laubach (Kirchsee), Zufluss des Kirchsees bei Sachsenkam, Landkreis Bad Tölz-Wolfratshausen, Bayern
- Laubach (Klein), rechter Zufluss der Klein (Ohm) (zur Ohm) beim Retschenhäuser Hof, Stadt Kirtorf, Vogelsbergkreis, Hessen
- Laubach (Laubacher Waldbach), linker Zufluss des Laubacher Waldbachs an der Gesellschaftsmühle bei Laubach, Rhein-Hunsrück-Kreis, Rheinland-Pfalz
- Laubach (Leiblach), linker Zufluss der Leiblach in Heimenkirch, Landkreis Lindau (Bodensee), Bayern
- Laubach (Lein) – zwei Zuflüsse der Lein (zum Kocher) im Ostalbkreis, Baden-Württemberg; flussabwärts:
  - Laubach (Lein, Leinzell), linker Zufluss vor Leinzell
  - Laubach (Lein, Abtsgmünd) oder Reichenbacher Laubach, rechter Zufluss bei Laubach, Gemeinde Abtsgmünd
- Laubach, Oberlauf der Lubach (Warme) bis Dörnberg, Gemeinde Habichtswald, Landkreis Kassel, Hessen
- Laubach (Nollenbach), linker Zufluss des Nollenbachs bei der Auderather Mühle, Stadt Ulmen (Eifel), Landkreis Cochem-Zell, Rheinland-Pfalz
- Laubach, früherer deutscher Name der Lauwers (zur Nordsee), Grenzfluss der Provinzen Friesland und Groningen, Niederlande
- Laubach (Orpe), rechter Zufluss der Orpe in Wrexen, Stadt Diemelstadt, Landkreis Waldeck-Frankenberg, Hessen
- Laubach (Rhein), linker Zufluss des Rheins über seinen Altarm Rheinlache, in Koblenz-Oberwerth, Stadt Koblenz, Rheinland-Pfalz
- Laubach (Rot), linker Zufluss der („Baierzer“) Rot bei Huggenlaubach, Gemeinde Schwendi, Landkreis Biberach, Baden-Württemberg
- Laubach, Abschnittsname und dann oberer Mündungsarm des Grundgraben (Rottum), rechter Zufluss der Rottum (Westernach) in Laupheim, Landkreis Biberach, Baden.Württemberg
- Laubach (Weil), rechter Zufluss der Weil bei Gemünden, Gemeinde Weilrod, Hochtaunuskreis, Hessen
- Laubach (Wetter), rechter Zufluss der Wetter in Laubach, Landkreis Gießen, Hessen
- Laubach (Wied), linker Zufluss der Wied bei Melsbach, Landkreis Neuwied, Rheinland-Pfalz